# PSP Go
PSP Go je verzija igraće konzole PlayStation Portable. Objavljena je 1. listopada 2009. u američkim i europskim državama, a 1. studenog u Japanu. Za razliku od prethodnih PSP-ova PSP Go nema UMD disk, ali umjesto toga ima 16 GB interne memorije za pohranu igara, videa i drugih medija, memoriju možemo produžiti i do 32 GB uz Memory Stick.  
Budući da PSP nema UMD disk, igre se mogu downloadirati (skinuti). Sve igre se mogu vidjeti u „PlayStation Store“. 